# Rosenauer Burg

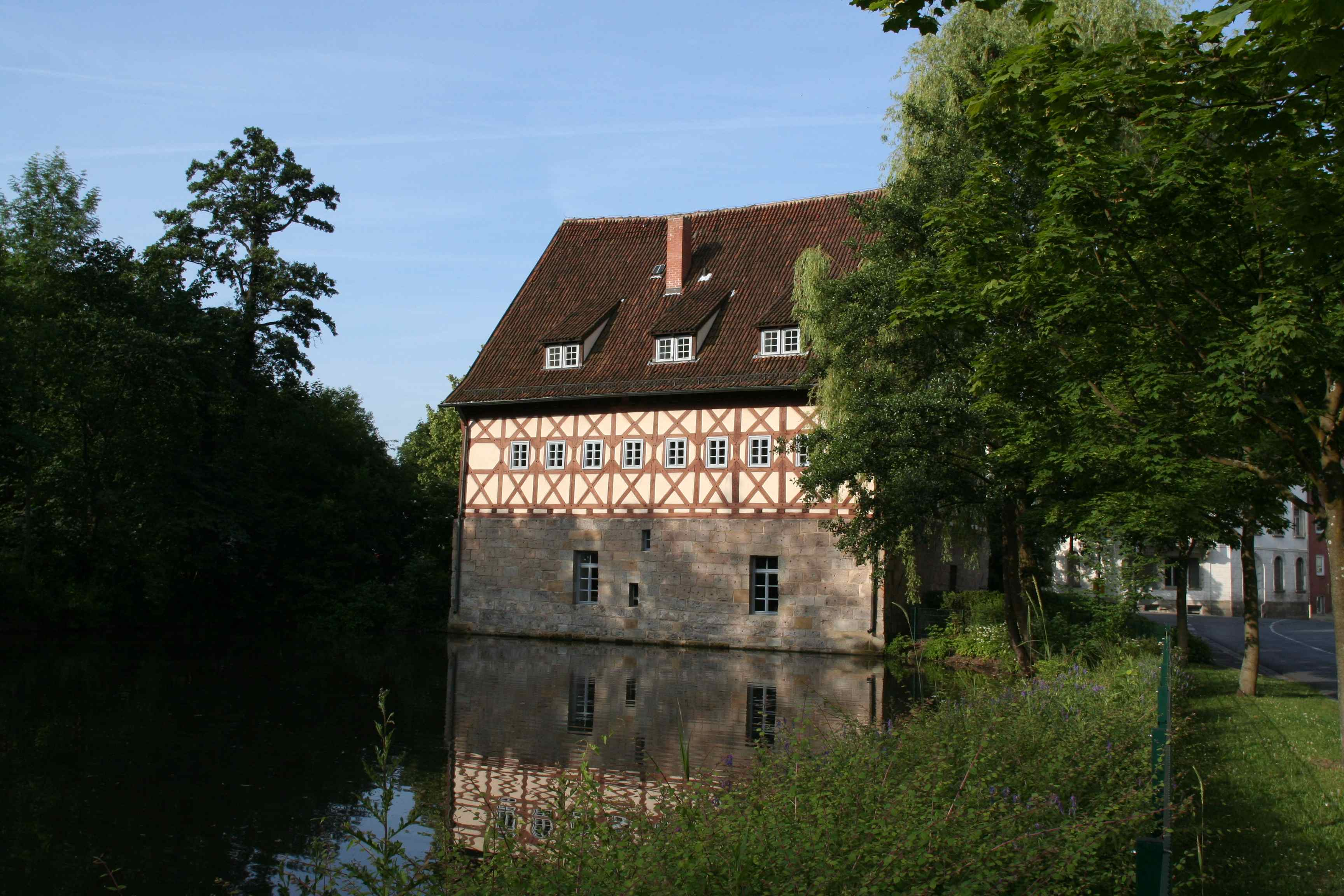
Rittersteich

Die Rosenauer Burg, in Coburg zwischen Rosenauer Straße und Hahnweg am Rittersteich gelegen, wurde 1397 erstmals als Schloss erwähnt, 1426 als Haus des Münzmeisters.  1434 veranlassten wohl die Herren von Rosenau den Neubau des Wasserschlosses. Nach gründlicher Schleifung, Nutzung als Fisch-, Wasch- und Lagerhaus und allmählichem Verfall bis ins 20. Jahrhundert zählt es heute vorbildlich restauriert zu den Schmuckstücken historischer Baukunst in Coburg.

## Geschichte

### Ursprungsbau
Die Münzmeister Ritter Heinz und Günter von Rosenawe, deren Adelsprädikat bis 1433 vorübergehend wegen unschicklicher Lebensführung aberkannt worden war, erbauten nach dem Schloss Rosenau in Oeslau 1434 die Rosenauer Burg als Wasserschloss unweit der äußeren Befestigungsanlage der Stadt Coburg. In der Zeit wurde den Brüdern das Recht verbrieft, Coburger Münzen zu schlagen. Ihr Vorfahre, der bereits 1394 bekundete Münzmeister Friedrich von Ouwe, stammte sicher auch aus diesem Rittergeschlecht, das in Bamberg schon 1250 dieses Amt innehatte.
Der Hahnfluss, damals noch Hainfluss genannt, speiste den die Burg vollständig umfassenden Rittersteich. Die westliche, zur Hahnmühle gewandte Seite des Teichs wurde von einer steinernen Brücke mit zwei kleinen Ecktürmen überspannt, deren burgseitigen Abschluss eine hölzerne Zugbrücke bildete. Das eigentliche, rechteckige Hauptgebäude, der Palas, war von zwei gotischen Treppengiebeln begrenzt und zur Brückenseite hin mit zwei Ecktürmen versehen, in denen man zum Obergeschoss gelangen konnte. Das viergeschossige mächtige Bauwerk aus Sandstein schmückten Erker auf den Giebelseiten und ein in den Rittersteich ragender Vorbau.

### Umbau und Verfall
Martin von Rosenau als letzter Besitzer aus dem Rittergeschlecht verkaufte das Anwesen 1556 an Christoph von Hessberg. 1611 erwarb Herzog Johann Casimir das verschuldete Anwesen. 1671 wurde es bis auf das untere Geschoss abtragen. Auf den Resten des Palas wurden ein Stockwerk und ein mächtiges Satteldach in schönem Schmuckfachwerk aufgesetzt. In der Folge war die herzogliche Brauerei in dem Gebäude untergebracht. Der Hoffischer wohnte im Obergeschoss. 1700 und 1773 wird die ehemalige Burg fürstliches Fischhaus genannt. Die Brücke wurde 1842 abgerissen und der Teich bis auf einen kleinen Teil, der heute noch vorhanden ist, zugeschüttet.
Anfang des 19. Jahrhunderts nahm man wieder einschneidende Umbauten vor. Man vergrößerte ohne Rücksicht auf die vorhandene Balkenlage des seltenen fränkischen K im Fachwerk die Fenster im Obergeschoss und im Dachgiebel und verputzte das Fachwerk. Fortan diente das Gebäude als Waschhaus der herzoglichen Familie und wurde auch so im Volksmund genannt.

## Heutige Nutzung
Nach dem Zweiten Weltkrieg diente der Bau eine Zeit lang dem Landestheater als Kulissen-, Möbel- und Requisitenlager, bis es leergeräumt dem Verfall preisgegeben wurde. Ende der 1970er Jahre ließ der Freistaat Bayern, seit 1919 Eigentümer, das Schloss am Rittersteich grundlegend renovieren, sein fränkisches Fachwerk freilegen und restaurieren. Seit einigen Jahren hat die Bauleitung Coburg des staatlichen Bauamtes Bamberg in dem Gebäude seine Büros.
Seit Anfang 2013 befindet sich im Erdgeschoss des Gebäudes die Kriminalpolizeiliche Beratungsstelle der Kripo Coburg.